# 奧里托
奧里托是哥倫比亞的城鎮，位於該國南部，由普圖馬約省負責管轄，距離首府莫科阿134公里，始建於1963年，面積1,862平方公里，海拔高度310米，2005年人口45,654。
0°39′58″N 76°52′15″W / 0.66611°N 76.87083°W